# Бондарев Артем Михайлович
Артем Михайлович Бондарєв (нар. 12 січня 1983, м. Київ, СРСР) — український хокеїст та тренер, центральний нападник. Майстер спорту.
Вихованець ДЮСШ «Сокіл» (Київ), перший тренер — Юрій Крилов. Виступав за «Крижинку» (Київ), ХК «Київ», «Беркут» (Київ), «Металургс» (Лієпая), АТЕК (Київ), «Сокіл» (Київ), «Стяуа» (Бухарест), ХК «Брест», ХК «Вітебськ», «Німан» (Гродно), Донбас-2, «Білий Барс», ГКС (Ястшембе).
У складі національної збірної України — учасник чемпіонату світу 2010 (дивізіон I). У складі молодіжної збірної України — учасник чемпіонатів світу 2001 (дивізіон I), 2002 (дивізіон I) і 2003 (дивізіон I). У складі юніорської збірної України учасник чемпіонатів світу 2000 і 2001.
Досягнення
- Чемпіон України (3): 2002, 2004, 2012, 2023
- Чемпіон Латвії (1): 2003
- Чемпіон Румунії (1): 2006